# Кузнецова Тетяна Миколаївна
Тетяна Миколаївна Кузнецо́ва (нар. 20 вересня 1915, Москва — пом. 7 травня 2008, Сімферополь) — українська художниця і педагог; член Спілки радянських художників України з 1954 року.

## Біографія
Народилася 7 [20] вересня 1915 року у місті Москві (нині Росія). Під час німецько-радянської війни була санінструктором, медичною сестрою у пазтизанському загоні майора Орлова. Нагороджена медаллю «За відвагу» (29 вересня 1942), орденом Вітчизняної війни ІІ ступеня (6 квітня 1985).
1949 року закінчила Московський художній інститут імені Василя Сурикова, де навчалася зокрема у Сергія Герасимова. Упродовж 1950—1954 років викладала у Кримському художньому училищі імені Миколи Самокиша; у 1954—1970 роках працювала на Кримському художньо-виробничому комбінаті у Сімферополі. Жила у Сімферополі в будинку на вулиці Беспалова, № 35, квартира № 7. Померла у Сімферополі 7 травня 2008 року.

## Творчість
Працювала в галузі станкової графіки та станкового живопису. Роботи створювала у реалістичній манері у техніках акварелі, гуаші, малюнка олівцем та вугіллям. Серед робіт:
серії малюнків
- «Партизани Вітчизняної війни» (1957—1958);
- «Партизанські бувальщини» (1958);
- «У степовому колгоспі» (1960);

гуаші
- серія «Судак» (1960—1967);
- «Будівництво Північно-Кримського каналу» (1964);
- «Колгосп „Україна“» (1971);
- «Командири партизанського з'єднання Г. Орлов та В. Серебряков» (1974);
- «М. Бортников» (1989);
- «В. Апанович» (1993);

живопис
- «Будівництво Ялтинського тунелю» (1961);
- «Північно-Кримський канал» (1966);
- «Товариші (Бійці першого Московського винищувального полку)» (1969);
- «Груповий портрет полеглих військових побратимів» (1970).

Брала участь у республіканських та всесоюзних виставках з 1958 року.
Окремі роботи зберігаються у Сімферопольсбому художньому музеї, Брянському краєзнавчому музеї.